# あずさの男性構造学
『あずさの男性構造学』（あずさのだんせいこうぞうがく）は、中島梓によるエッセイ集。「男性論」を中心としたエッセイ集であり、著者にとっては初のエッセイ集でもある。また竹宮惠子、糸井重里、五木寛之との対談があわせて収録されている。
1980年10月31日に徳間書店より単行本（ISBN 4-19-172068-6）として刊行された。表紙は和田誠、南伸坊が担当している。

## 収録作品
1. 「自由」を賭けて戦う愛を!（竹宮惠子との対談）
初出：『JJ』1980年6月号
2. 新男性論
初出：『スポーツニッポン』1979年3月28日号 - 12月23日号
3. ぼくらは多重人格（糸井重里との対談）
初出：『家庭画報』1980年7月号
4. あずさの男性構造学
初出：『SFアドベンチャー』1979年春季号 - 12月号
5. ミステリーのあとは「男と女」の話をしよう（五木寛之との対談）
初出：『瑠珀』1980年創刊2号